# Mae Sot

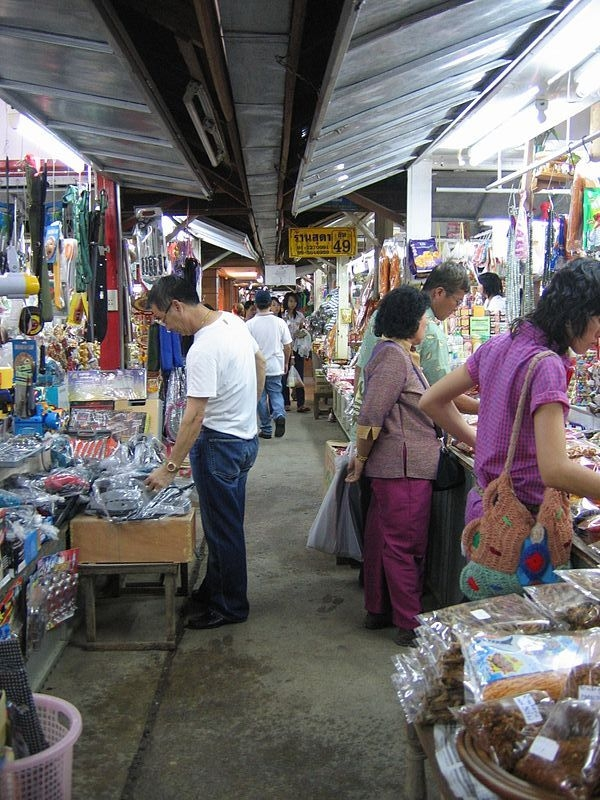
Marché de Rim Moei à Mae Sot (décembre 2005).

Mae Sot (en thaï : แม่สอด) est une ville de l'ouest de la Thaïlande située dans la province de Tak et frontalière de la Birmanie, dont elle est séparée par la rivière Moei (en face se trouve la ville birmane de Myawaddy). 
Mae Sot se trouve sur la route principale entre la Thaïlande et la Birmanie. Le pont de l'Amitié au-dessus de la rivière Moei, construit en 1997, relie ces deux États.

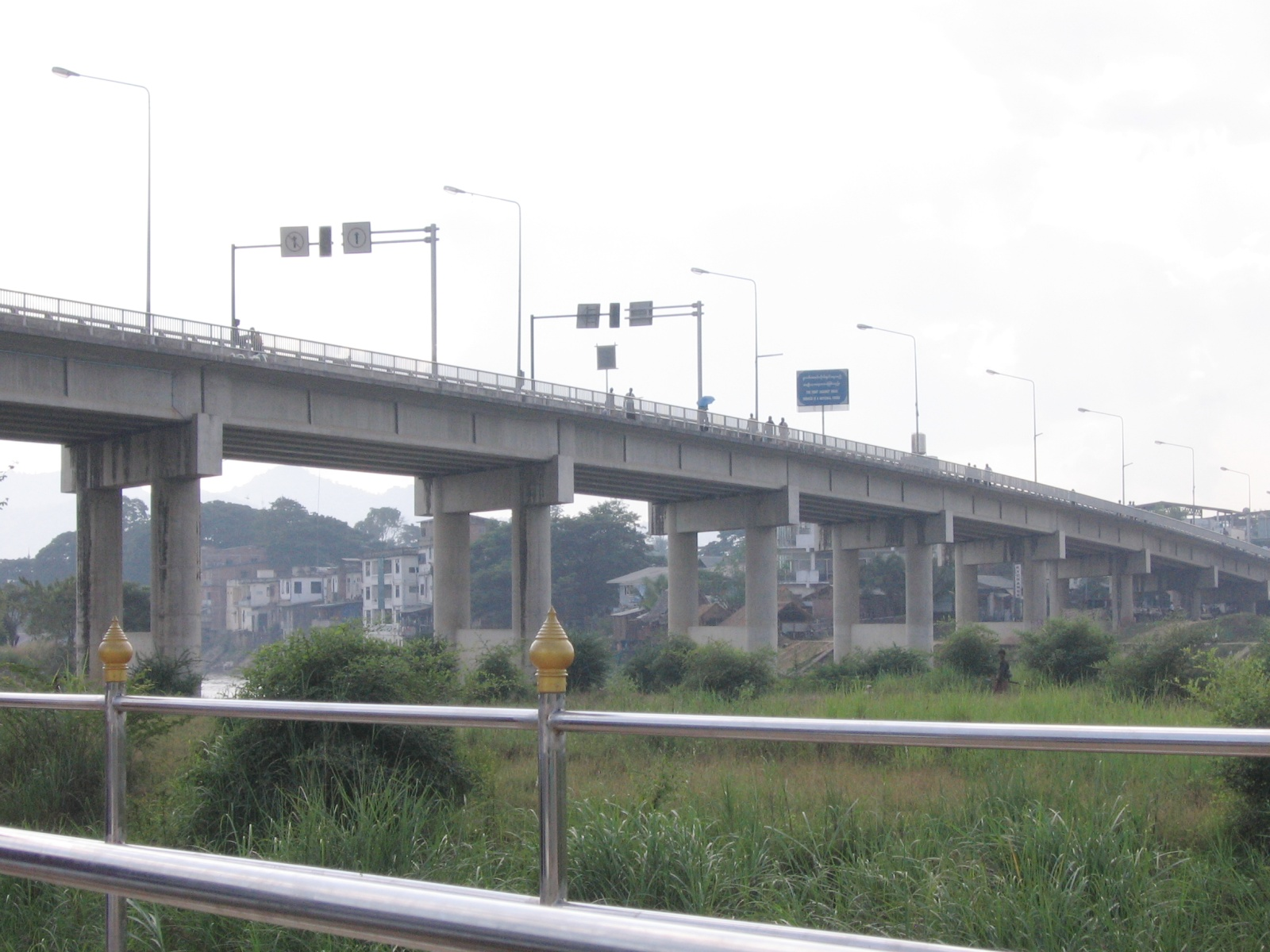
Pont de l'Amitié

La ville est connue pour son commerce de pierres précieuses et de teck et aussi pour son importante communauté de réfugiés et migrants économiques birmans, karens, Hmongs, Yaos, Lahus et autres peuples des montagnes,,.

## Personnalités
- Cynthia Maung, fondatrice de la clinique Mae Tao qui accueille gratuitement les Birmans qui ne sont pas admissibles à l'hôpital de Mae Sot

## Galerie

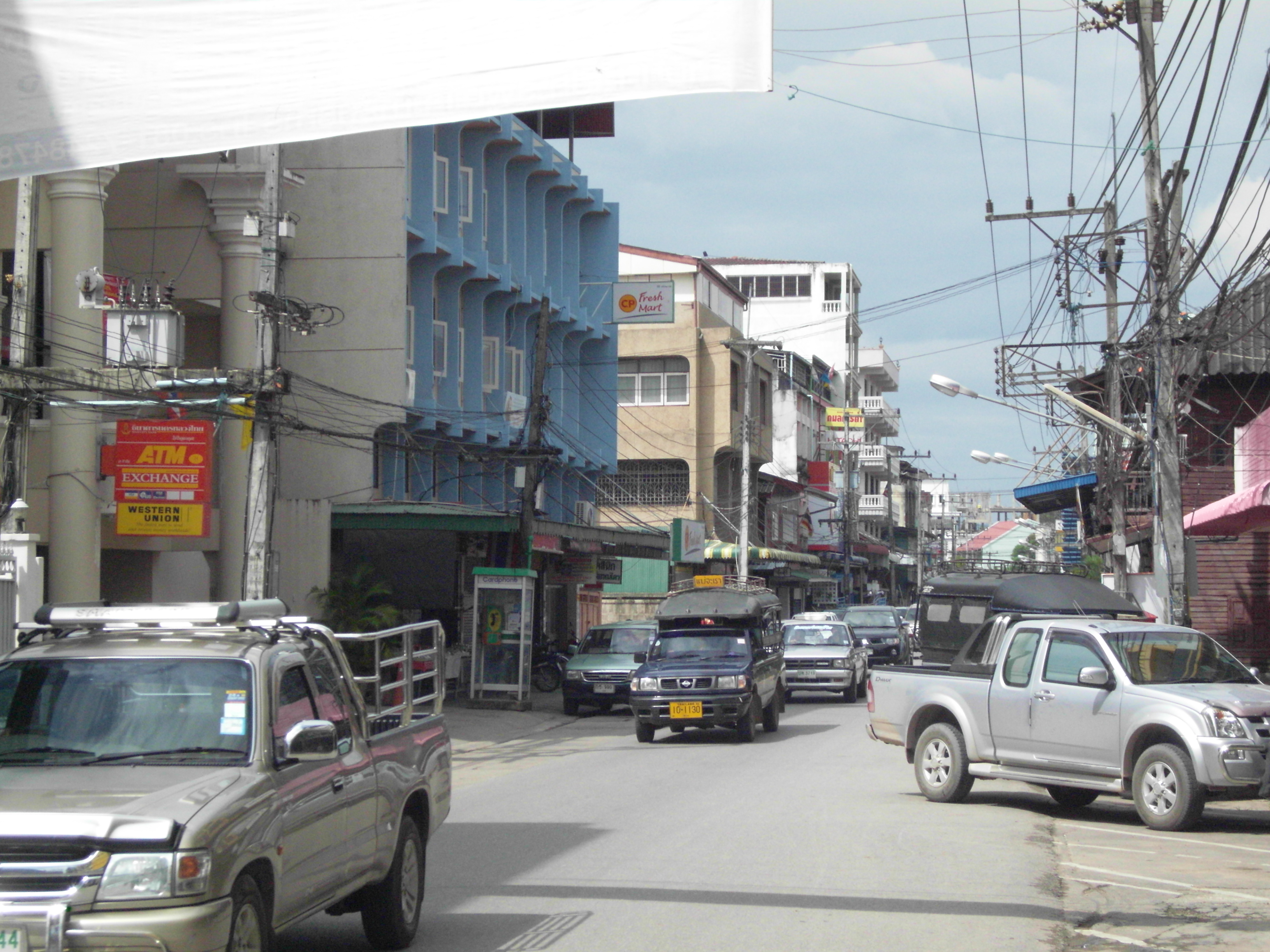
Ville de Mae Sot
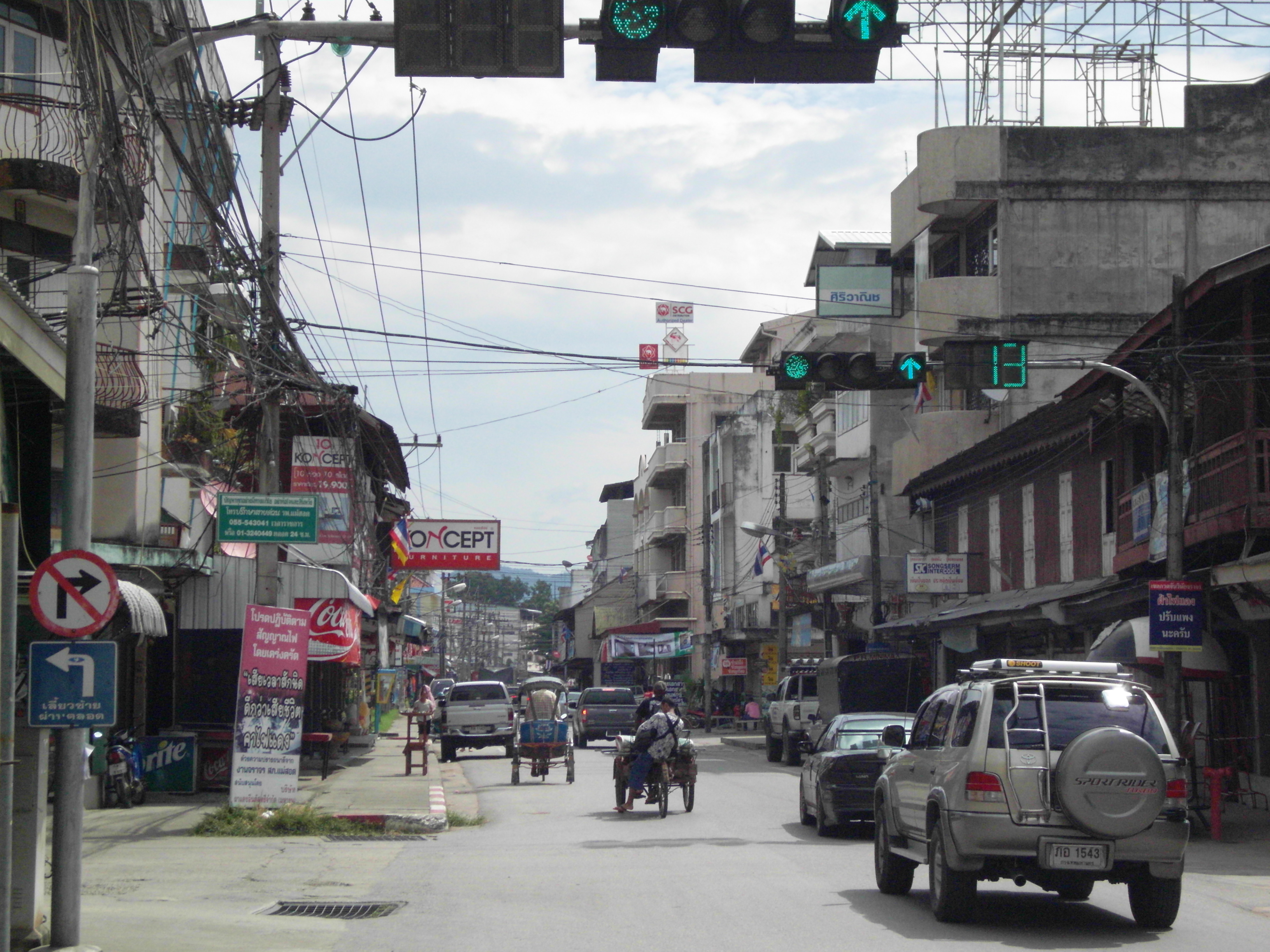
Ville de Mae Sot
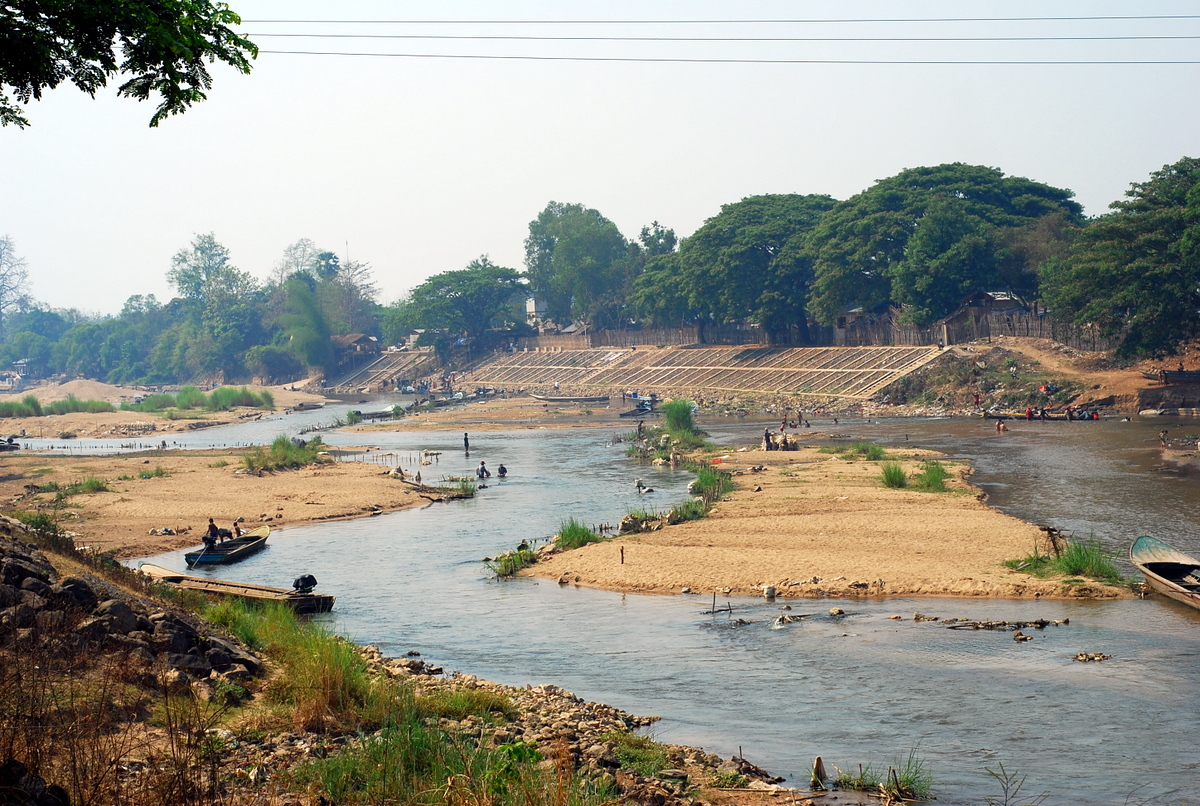
Rivière Moei
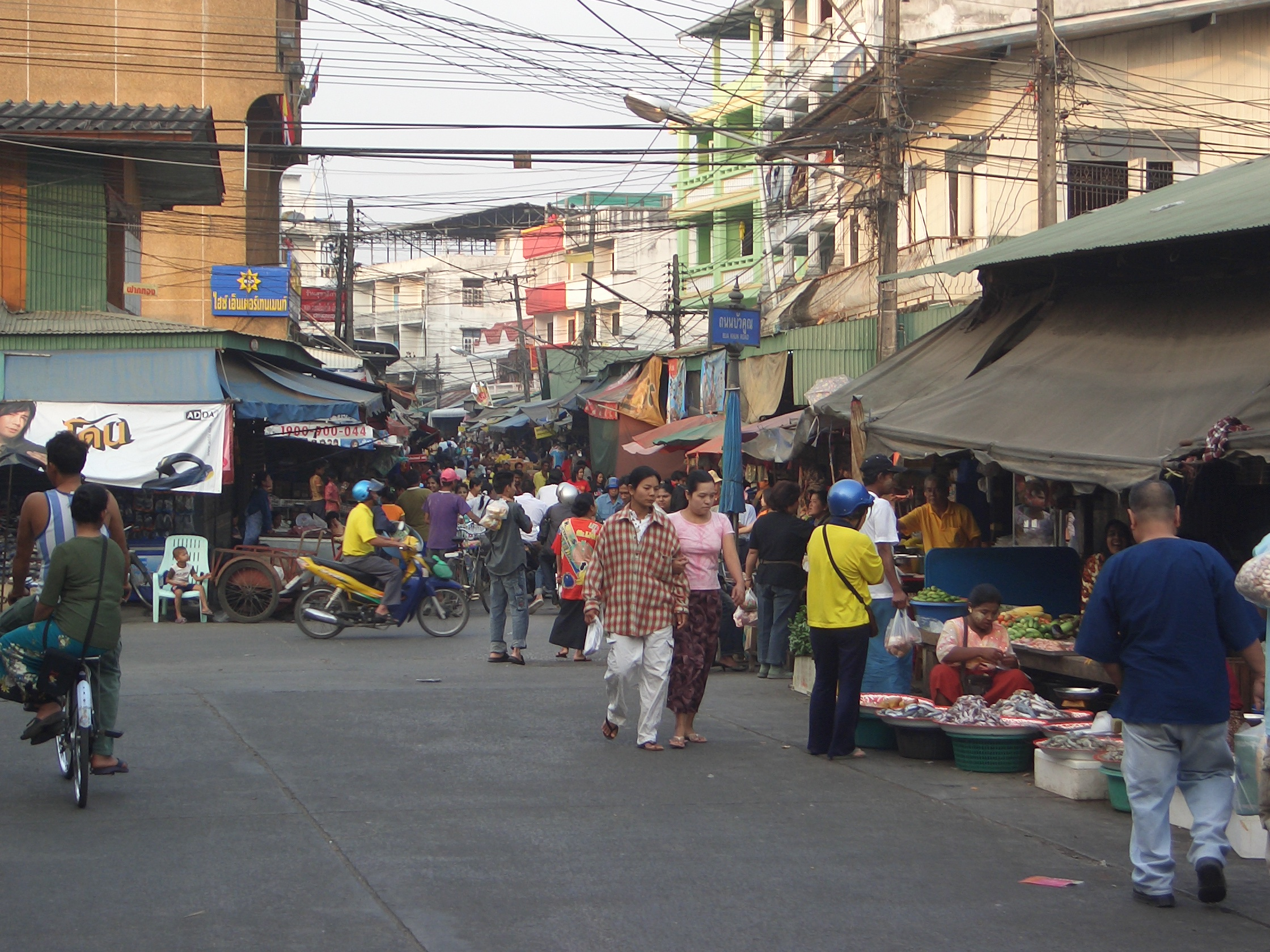
Ville de Mae Sot
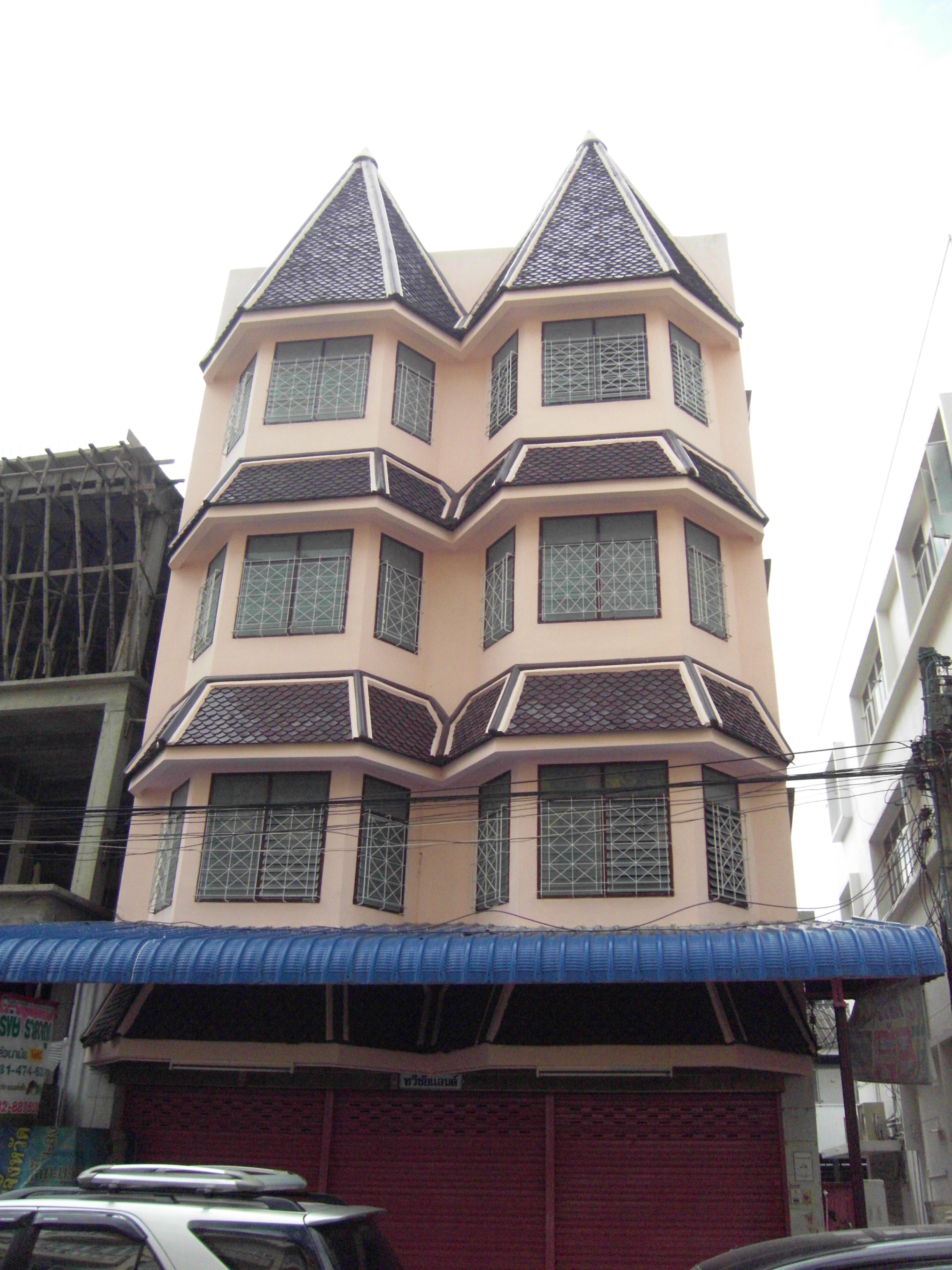
Ville de Mae Sot
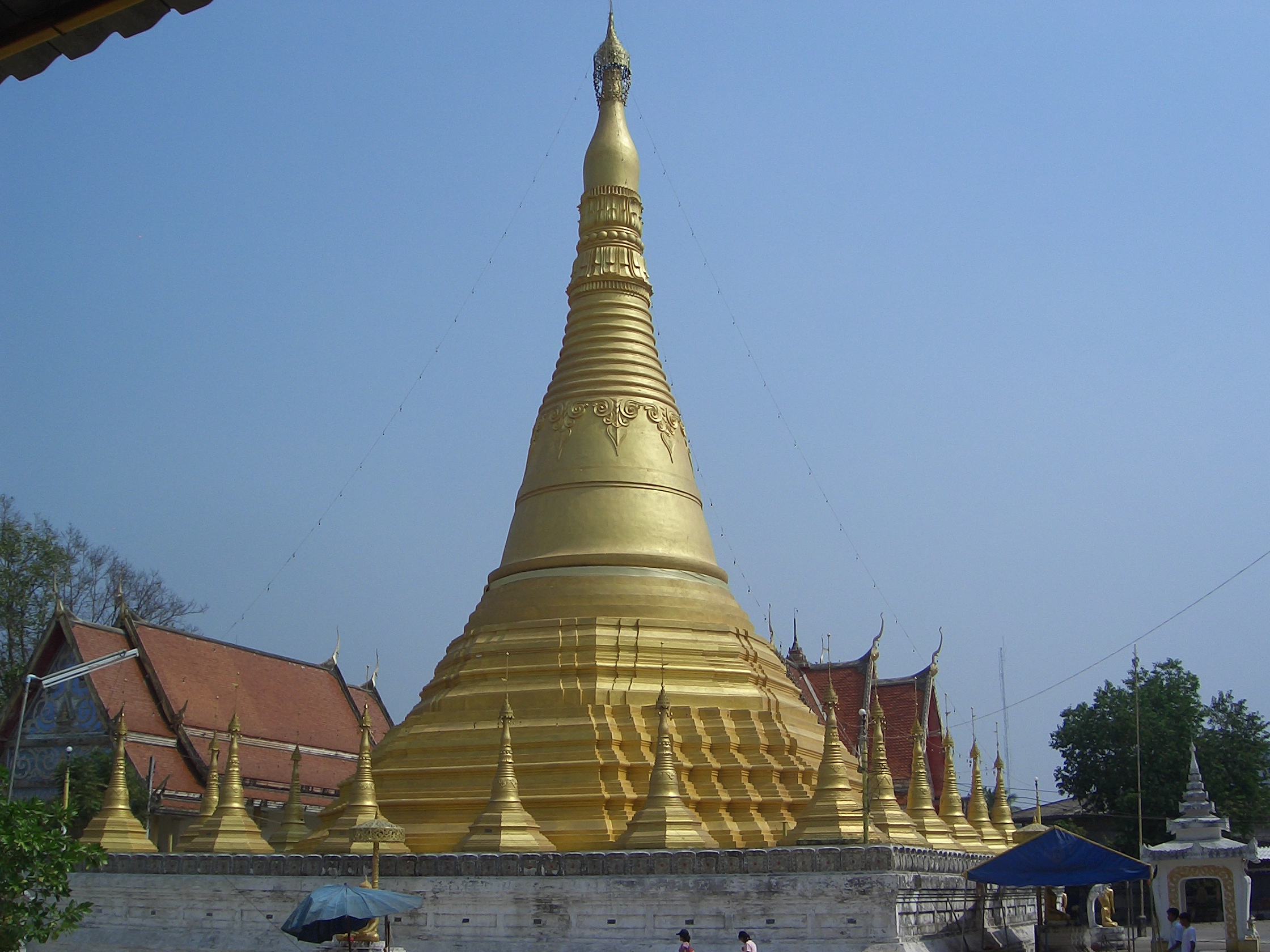
Chedi (Stoupa) de Wat Chumphon Kiri
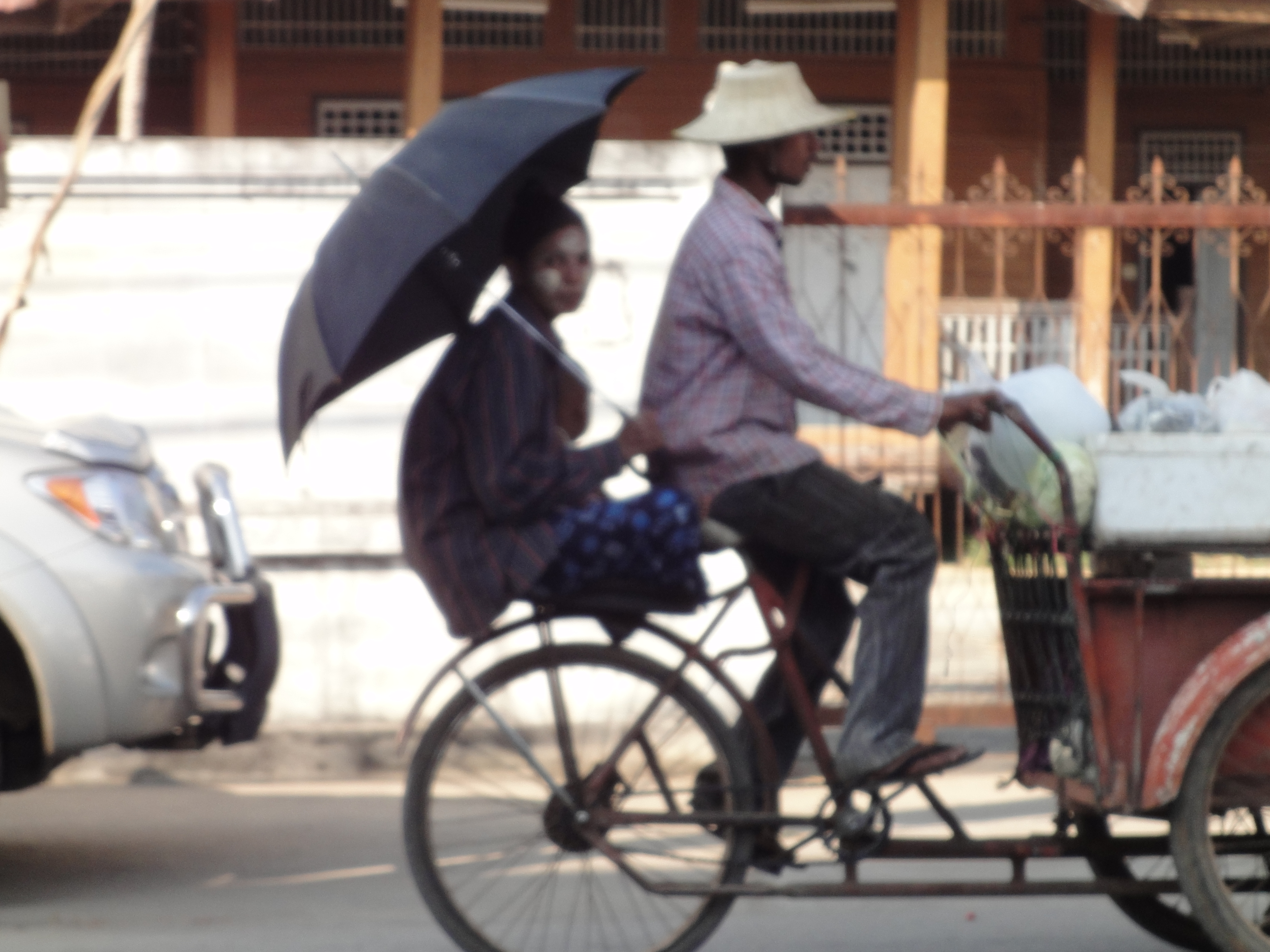
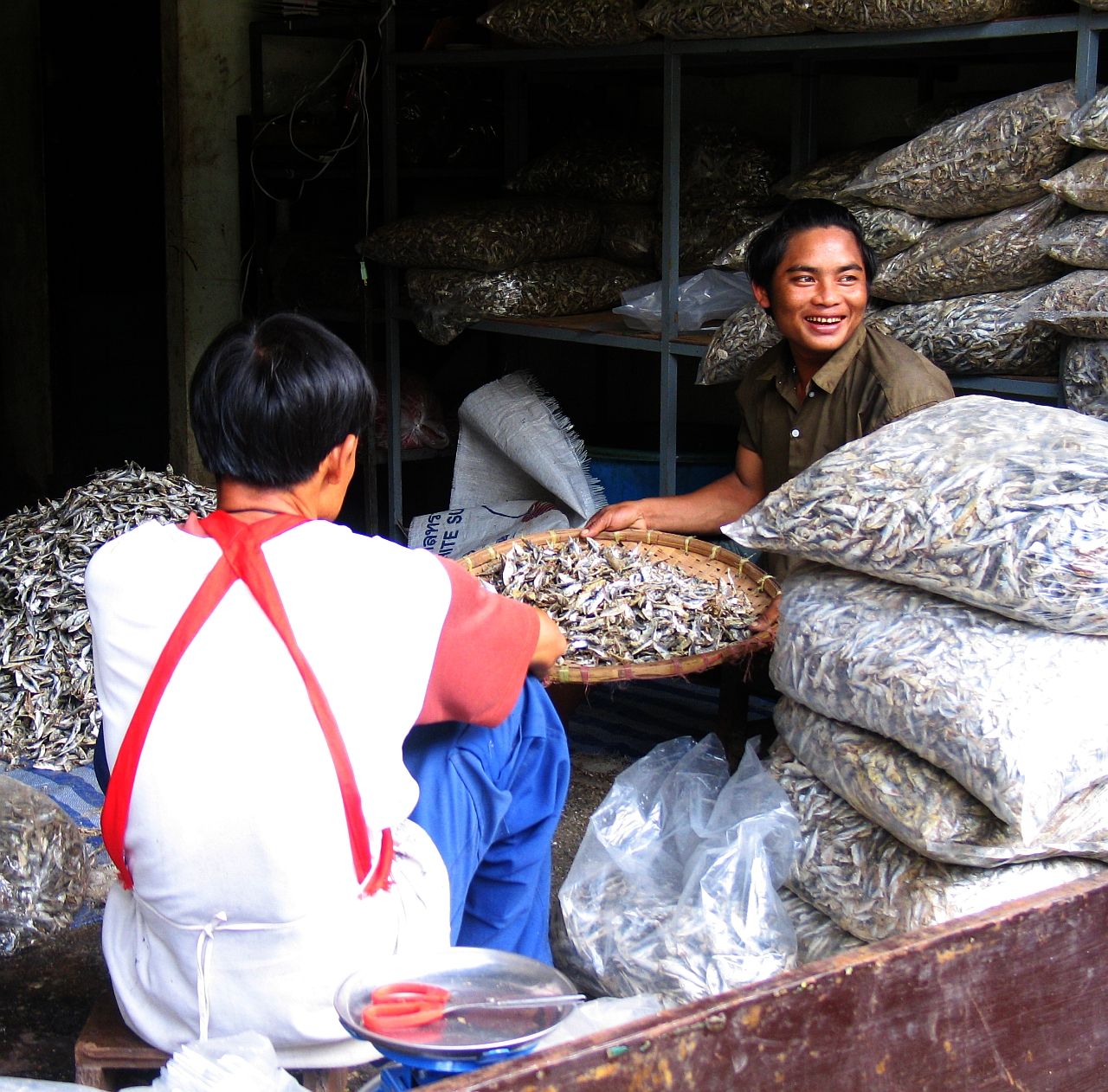
Poissonniers
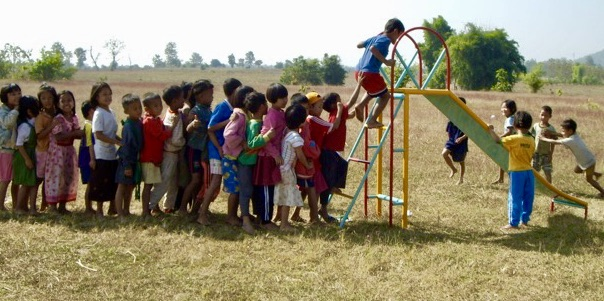
Enfants s'amusant